# Mundaflæsning
Mundaflæsning benyttes som støtte til talesproget, hvis man befinder sig i en situation med megen baggrundslarm. 
Det er hovedsagligt mennesker med nedsat hørelse, der benytter sig af mundaflæsning, enten alene eller sammen med en eller anden form for visuel kommunikation.
Det er kun cirka en 1/3 af det talte sprog, der kan aflæses på mundbevægelserne. Det er derfor vigtigt at tale tydeligt og lidt langsomt, men ikke overartikuleret hvis en hørehæmmet eller en døv skal kunne mundaflæse. Det hjælper sjældent at hæve stemmen. Herudover kan man lette mundaflæsningen med pegninger og gestus.
I modsætning til hvad mange film beskriver, er det ikke muligt at forlade sig kun på mundaflæsning, hvis man er helt døv. Det er som allerede skrevet, kun ca. 33% af det talte, der kan aflæses.
 Der er for få eller ingen kildehenvisninger i denne artikel, hvilket er et problem. Du kan hjælpe ved at angive troværdige kilder til de påstande, som fremføres i artiklen.